# Tipula coxitalis
Tipula coxitalis är en tvåvingeart som beskrevs av Alexander 1935. Tipula coxitalis ingår i släktet Tipula och familjen storharkrankar.
Artens utbredningsområde är Taiwan. Inga underarter finns listade i Catalogue of Life.